# Günter Knarr
Günter Knarr (Helmbrechts, Oberfranken, 1955) és un guionista, director i productor alemany. Viu a Berlín.

## Biografia
Després d'estudiar alemany i estudis teatrals i una incursió en la música, escriu guions des de 1990.
L'any 1990 va participar en el “4. Berliner guiówerkstatt”. El 1991 va guanyar el premi de cinema Marlboro pel tractament „Die netten Mörder von nebenan“.També produeix pel·lícules des del 2003, primer a Rome Film i després a Crazy Film.
És membre de la Deutsche Filmakademie i de l'Associació de Guionistes Alemanys.

## Filmografia (selecció)
- 1993: Magic Müller (guió)[2]
- 1994: Japaner sind die besseren Liebhaber (guió)
- 1995–1997: Ein Mann steht seine Frau (Serie) (guió)
- 1996: Unter die Haut (guió)
- 1999: Holgi – Der böseste Junge der Welt (guió i direcció)[3]
- 1999: Erkan & Stefan (guió)
- 2002: Erkan & Stefan gegen die Mächte der Finsternis (guió)
- 2002: Die Explosion – U-Bahn-Ticket in den Tod (guió)
- 2002: Einspruch für die Liebe (guió, producció)
- 2003: Crazy Race (guió, producció)
- 2004: Crazy Race 2 – Warum die Mauer wirklich fiel (guió, producció)
- 2005: Unser Kindermädchen ist ein Millionär (guió, producció)
- 2007: Crazy Race 3 – Sie knacken jedes Schloss (guió, producció)
- 2008: African Race – Die verrückte Jagd nach dem Marakunda (guió, producció)
- 2008: Männer lügen nicht (guió, producció)
- 2009: Tod aus der Tiefe (guió, producció)
- 2012: Der Blender (producció)
- 2013: Inspektor Jury – Der Tote im Pub (guió, producció)
- 2013: Zwischen den Zeilen (Serie) (guió)
- 2014: Inspektor Jury – Mord im Nebel (guió, producció)
- 2017: Vorwärts immer!